# Programa Denny Olliveira

Logotipo do programa

O Programa Denny Olliveira foi um programa de entretenimento das 13h às 13h50min na TV Nova Nordeste, apresentado por Denny Olliveira. Estreou em 17 de maio de 2010. Teve o formato de programa de auditório, exibiu shows de bandas de brega e forró, e videoclipes de cantores nacionais e internacionais. No 24 de novembro de 2010 o programa foi retirado do ar Denny Oliveira.